# Niaprazine
Niaprazine (INN) (tên thương hiệu Nopron) là một thuốc an thần - thôi miên của nhóm phenylpiperazine. Nó đã được sử dụng trong điều trị rối loạn giấc ngủ từ đầu những năm 1970 ở một số nước châu Âu bao gồm Pháp, Ý và Luxembourg. Nó thường được sử dụng với trẻ em và thanh thiếu niên vì lý do an toàn và khả năng dung nạp thuận lợi và không có khả năng lạm dụng.
Ban đầu được cho là hoạt động như một thuốc kháng histamine và kháng cholinergic, niaprazine sau đó được phát hiện có ái lực gắn kết thấp hoặc không có liên quan đến thụ thể H1 và mACh (Ki => 1 μM), và thay vào đó được phát hiện là có tác dụng và chọn lọc 5-HT 2A và chất đối vận thụ thể α1-adrenergic (Ki = 75 nM và 86 nM, tương ứng). Nó có ái lực thấp hoặc không có ái lực với 5-HT 1A, 5-HT 2B, D 2 và β-adrenergic, cũng như tại SERT và VMAT (K i = all> 1 μM), nhưng nó có một số mối quan hệ với thụ thể α2 -adrenergic (K i = 730 nM),  có khả năng đóng vai trò là một chất đối kháng ở đó.
Niaprazine đã được chứng minh là chuyển hóa thành hợp chất pFPP theo cách tương tự như cách trazodone và nefazodone chuyển hóa thành mCPP. Không rõ vai trò nào, nếu có, p FPP đóng vai trò trong các tác dụng lâm sàng của niaprazine. Tuy nhiên, từ các nghiên cứu trên động vật, người ta biết rằng p FPP, không giống như niaprazine, không tạo ra tác dụng an thần, và thay vào đó tạo ra một hồ sơ hành vi cho thấy kích hoạt serotonergic.